# Martha and the Muffins
I Martha and the Muffins sono un gruppo musicale rock canadese formato nel 1977. A inizio carriera raggiunsero la popolarità a livello internazionale con il singolo Echo Beach, tratto dal loro album di debutto Metro Music. Negli anni successivi ebbero un discreto successo solo in Canada e per un certo periodo pubblicarono con il nome M + M.

## Carriera

### Esordi
Il gruppo si formò a Toronto nel 1977 e i primi membri furono i chitarristi David Millar e Mark Gane, la tastierista e cantante Martha Johnson, il bassista Carl Finkle e il batterista Tim Gane, fratello di Mark. Debuttarono alla festa di Halloween dell'Ontario College of Art nell'ottobre del 1977. Scelsero il nome "Martha and the Muffins" per distinguersi dai gruppi punk di quel periodo i cui nomi erano aggressivi, ma lo mantennero per i primi sette anni.
Nel 1978 si unì il sassofonista Andy Haas e poco dopo Millar smise di suonare per dedicarsi al ruolo di ingegnere del suono del gruppo. Fu sostituito da Martha Ladly, tastierista e cantante come Martha Johnson che rimase la cantante solista. Quell'anno pubblicarono per la Dindisc, sussidiaria della Virgin Records, il loro primo singolo Insect Love.

### Successo internazionale
Nel 1979 si spostarono in Inghilterra per registrare ai Manor Studios dell'Oxfordshire il loro primo album Metro Music, prodotto da Mike Howlett e pubblicato nel 1980 dalla DinDisc. Ebbe un buon successo diventando disco d'oro in Canada ma all'estero non vendette molto. La traccia Echo Beach fu pubblicata come singolo quello stesso anno e li rese famosi a livello internazionale, fu a sua volta disco d'oro in Canada, e raggiunse il 10º posto della UK Singles Chart,  e il 6º nella classifica australiana.
Nell'ottobre 1980 uscì il loro secondo album, Trance and Dance, che non ebbe il successo del precedente. Prima della sua pubblicazione, Ladly lasciò il gruppo per dedicarsi agli studi. Nel 1981 fu il bassista Finkle a lasciare e fu sostituito da Jocelyne Lanois, sorella dell'allora sconosciuto produttore Daniel Lanois, che produsse con il gruppo il terzo album This Is the Ice Age. Più sperimentale dei primi, furono spesso trasmessi alle radio canadesi i singoli che ne furono tratti, in particolare Women Around the World at Work, che giunse al 24º posto nella classifica canadese dei singoli. Dopo l'uscita dell'album, il batterista Tim Gane fu rimpiazzato da Nick Kent. Nonostante le critiche favorevoli, This Is the Ice Age e i singoli vendettero poco e la Virgin rescisse il contratto con il gruppo.

### Gli anni in cui il gruppo prese il nome M + M (1983-1986)
Dopo il tour promozionale di This Is the Ice Age se ne andò anche Haas e i quattro rimasti (Martha Johnson, Mark Gane, Jocelyne Lanois e Nick Kent) firmarono un contratto con l'etichetta indipendente canadese Current Records, distribuita dalla RCA. Nel 1983, Gane spinse per cambiare il nome del gruppo in M + M, e sulla copertina dell'album Dansepark che fu pubblicato quell'anno furono riportati entrambi i nomi M + M e Martha and the Muffins. La title track del disco entrò nella top 40 dei singoli canadesi. Dopo il tour promozionale entrò nel gruppo il chitarrista Michael Brook e subito dopo Gane e Johnson (che nel frattempo avevano intrecciato una relazione) annunciarono di voler continuare con altri musicisti.
Come duo incisero nel 1984 l'album Mystery Walk accreditato a "M + M o/k/a Martha and the Muffins", tra i musicisti ospiti vi furono il batterista Yogi Horton, il bassista Tinker Barfield e i Brecker Brothers ai fiati. Il singolo anti-razzista Black Stations/White Stations tratto da questo album ebbe successo in Canada e negli Stati Uniti, dove arrivò al 2º posto nella classifica di dance music. Nel 1985, Johnson e Gane iniziarono in Canada le registrazioni del nuovo album e le finirono in Inghilterra, dove lavorarono con il produttore David Lord. Il disco prese il nome The World Is a Ball, fu pubblicato nel 1986 e vendette poco, ma il singolo Song in My Head tratto dall'album entrò tra i top 40 della classifica canadese.

### Ritorno alla denominazione Martha and the Muffins (1987-1992)
Passarono diversi anni prima che fosse realizzato un nuovo album ma furono registrati alcuni brani in Inghilterra, dove la coppia era rimasta a vivere dal 1987. Le registrazioni ripresero a Toronto, dove tornarono nel 1989, e nel 1992 fu pubblicato Modern Lullaby. Tra gli ospiti figurò il membro originale Tim Gane come batterista e il gruppo riprese il nome "Martha and the Muffins". L'album e il singolo che ne derivò, Rainbow Sign, ebbero scarso successo. Quello stesso anno i Martha and the Muffins presero parte all'album tributo a Joni Mitchell Back to the Garden con la cover Shades of Scarlett Conquering della stessa Mitchell. Sempre nel 1992 nacque Eve, figlia di Martha Johnson e Mark Gane. Negli anni successivi la coppia si dedicò ad altri progetti musicali.

### Altre iniziative e riunioni (1993-2008)
Johnson e Gane scrissero, arrangiarono e produssero l'album per bambini Songs from the Tree House, pubblicato nel 1995; fu accreditato al nome "Martha" e nel 1996 vinse il Juno Award al miglior album per bambini. Nel 1998 i due registrarono il nuovo brano Resurrection che fu aggiunto come bonus track nella compilation Then Again: A Retrospective attribuita a Martha and the Muffins/M+M. L'anno dopo, il nuovo brano Do You Ever Wonder? di Martha and the Muffins fu inserito nella compilation di autori vari The World According to Popguru. Nel 1999, Gane e Johnson si esibirono in TV dal vivo in una nuova versione di Echo Beach accompagnati da Jocelyne Lanois e da Nick Gane, fratello Mark.
Nel 2003 i due si esibirono alla radio sotto il nome Martha and the Muffins. Per la prima volta dal 1987, nel 2005 tornarono a fare concerti dal vivo come riunione del gruppo, ma solo a uno di questi partecipò uno dei vecchi membri, la chitarrista Jocelyne Lanois. In questo periodo ebbe successo il nuovo brano Paradise reso celebre come sigla di chiusura di un popolare programma di una TV canadese. Tra il 2007 e il 2008 furono pubblicate su CD nuove versioni degli album This Is the Ice Age e Danseparc con l'aggiunta di alcuni bonus track; quest'ultimo fu rimasterizzato e intitolato Danseparc: 25th Anniversary Edition.

### Delicate(2010)
Nel 2008, Martha and the Muffins iniziarono le registrazioni del nuovo album Delicate e nel dicembre 2009 presentarono su YouTube il primo singolo, Mess, ricavato dall'album che fu invece pubblicato nel febbraio del 2010 dalla loro nuova etichetta Muffin Music. Fu il primo album da 18 anni in cui il gruppo realizzò tutti nuovi brani.

### Esordio da solista di Martha Johnson (2013)
Nel 2013, Martha Johnson annunciò che stava per realizzare il suo primo album da solista e raccolse i fondi necessari su Kickstarter. Il disco uscì nell'autunno dello stesso anno con il titolo Solo One e, nonostante fosse stato accreditato alla sola Johnson, vide la partecipazione di Mark Gane alla composizione, produzione e suonando in nove delle 11 tracce. Tra gli altri musicisti presenti vi furono Ron Sexsmith e Ray Dillard.

## Discografia

### Album
- 1979 - Metro Music, Dindisc
- 1980 - Trance and Dance, Dindisc, Virgin Records
- 1981 - This Is the Ice Age, Virgin, EMI
- 1983 - Danseparc, RCA Records (accreditato a Martha and the Muffins/M + M)
- 1984 - Mystery Walk, RCA (accreditato a M + M)
- 1986 - The World Is a Ball, RCA (accreditato a M + M)
- 1992 - Modern Lullaby, Intrepid Records
- 2010 - Delicate, Muffin Music

### Raccolte
- 1987 - Far Away in Time, Virgin
- 1998 - Then Again: A Retrospective, EMI Music (Canada)

### Singoli
- 1978 - Insect Love
- 1980 - Echo Beach
- 1980 - Saigon
- 1980 - Paint by Number Heart
- 1980 - About Insomnia
- 1980 - Suburban Dream
- 1981 - Was Ezo
- 1981 - Women Around the World at Work
- 1981 - Swimming
- 1983 - Danseparc (Every Day It's Tomorrow)
- 1984 - Black Stations/White Stations
- 1984 - Cooling the Medium
- 1986 - Song in My Head
- 1986 - Someone Else's Shoes
- 1986 - Only You
- 1992 -Rainbow Sign
- 2010 - Mess